# أماندا كاريراس
أماندا كاريراس (بالإنجليزية: Amanda Carreras)‏ مواليد 16 مايو 1990 في جبل طارق، هي لاعبة كرة مضرب بريطانية بدأت مسيرتها كمحترفة سنة 2008 تلعب باليد اليمنى وتحتل حالياً المرتبة 352 (7 مارس 2016) في تصنيف رابطة محترفات كرة المضرب. أعلى تصنيف لها كان 300.

## روابط خارجية
- أماندا كاريراس على موقع رابطة محترفات التنس (الإنجليزية)
- أماندا كاريراس على موقع الاتحاد الدولي لكرة المضرب (الإنجليزية)
- أماندا كاريراس على موقع خلاصة التنس.كوم (الإنجليزية)
- أماندا كاريراس على موقع اتحاد ألعاب الكومنولث (مؤرشف) (الإنجليزية)